# Drifters (манґа)
Drifters (яп. ドリフターズ, неоф. укр. Пройдисвіти) — японська манґа написана і проілюстрована Хірано Котою в жанрах фантастика і альтернативна історія. Манґа вперше була опублікована видавництвом Shonen Gahosha в журналі Young King OURs 30 квітня 2009 року. Її персонажі різні історичні особистості, покликані в невідомий світ, де їх навички і методи, необхідні магам, щоб врятувати світ від повного знищення. Телевізійна аніме-адаптація вийде в ефір у 2016 році.

## Сюжет
Шімадзу Тойохіса в битві при Секіґахара вдається смертельно поранити Ії Наомасу, при цьому він сам був важко поранений. Тойохіса залишає поле бою пораненим, з рясною кровотечею, після цього потрапляє в довгий коридор з безліччю дверей, посеред якого стоїть стіл і за ним сидить дивна людина в окулярах, яка чекає на нього. Ця людина — Мурасакі, записуючи щось у своєму бланку, відправляє Тойохісу проти його волі в найближчі двері, після виходу, з яких, він прокидається вже в іншому світі. Там, Тойохіса зустрічає інших великих воїнів, подібних йому, які є частиною групи, що називається «Пройдисвіти».
У новому світі Тойохіса зустрічає як звичайних людей, так і ряд фантастичних істот, включаючи ельфів, гномів і гобітів. Цей світ перебуває в стані війни, люди ведуть безуспішну війну проти іншої групи великих воїнів — «Ендів», які хочуть захопити владу над світом і вбити всіх людей разом з Пройдисвітами. Під командуванням Ендів багато жахливих істот, в тому числі дракони, яких вони використовують, щоб знищити все на своєму шляху. На початку історії, армія Ендів контролює північну частину континенту, і в даний час намагається вторгнутися на південь через фортецю на півночі країни під назвою Карнеад. Тим часом, організація «Октябристи» — група людей-магів, для яких цей світ рідний, намагаються знайти і звести разом якомога більше всіляких Пройдисвітів, щоб врятувати свій світ від жорстоких ендів.

## Медіа

### Манґа
Манґа Drifters, написана та ілюстрована Котой Хірано, виходить у сейнен-журналі Young King Ours видавництва Shōnen Gahosha з 30 квітня 2009.

#### Список томів
| № | Дата виходу       | ISBN                   |
| - | ----------------- | ---------------------- |
| 1 | 7 липня 2010      | ISBN 978-4-7859-3407-1 |
| 2 | 13 жовтня 2011    | ISBN 978-4-7859-3714-0 |
| 3 | 18 березня 2013   | ISBN 978-4-7859-5043-9 |
| 4 | 27 жовтня 2014    | ISBN 978-4-7859-5436-9 |
| 5 | 6 червня 2016     | ISBN 978-4-7859-5790-2 |
| 6 | 30 листопада 2018 | ISBN 978-4-7859-6344-6 |
| 7 | 10 серпня 2023    | ISBN 978-4-7859-7497-8 |

## Нагороди та номінації
«Drifters» двічі номінувалися на щорічний Manga Taishō, у 2011 і 2012 роках. Манґа була нагороджена BAMFAS.
В опитуванні Anime!Anime! «Drifters» зайняли 5 місце серед 10 найкращих аніме-адаптацій манґ.